# У̌
Cette page contient des caractères spéciaux ou non latins. S’ils s’affichent mal (▯, ?, etc.), consultez la page d’aide Unicode.
Ne doit pas être confondu avec la lettre latine Y caron ‹ Y̌ y̌ ›.
У̌ (minuscule : у̌), appelé ou caron, est une lettre additionnelle de l’alphabet cyrillique utilisée en doungane par certains auteurs ou dans la transcription du chinois. Elle est composée du ou ‹ У › diacrité d’un caron.

## Utilisations
En doungane, certains auteurs utilisent les accents sur les voyelles pour indiquer les tons, dont l’ou caron cyrillique ‹ у̌ ›,.
L’ou caron cyrillique ‹ у̌ › est utilisé, dans la transcription du chinois dans le Большой китайско-русский словарь (Grand Dicitonnaire chinois-russe) ou par certains auteurs, pour transcrire le u caron ‹ ǔ › latin du pinyin,.

## Représentation informatique
L’ou caron peut être représenté avec les caractères Unicode suivants (cyrillique, diacritiques) :
| formes    | représentations | chaînes de caractères | points de code | descriptions                                     |
| --------- | --------------- | --------------------- | -------------- | ------------------------------------------------ |
| capitale  | У̌               | У◌̌                    | U+0423 U+030C  | lettre majuscule cyrillique ou diacritique caron |
| minuscule | у̌               | у◌̌                    | U+0443 U+030C  | lettre minuscule cyrillique ou diacritique caron |